# Марк Хадън
Марк Хадън (на английски: Mark Haddon) е американски илюстратор – карикатурист и абстрактен художник, сценарист, драматург, поет и писател на произведения в жанра детска литература, научна фантастика, социална драма и документалистика.

## Биография и творчество
Марк Хадън е роден на 28 октомври 1962 г. в Нортхемптън, Нортхемптъншър, Англия. Баща му е архитект. Получава бакалавърска степен по английска филология през 1982 г. от Мертън Колидж на Оксфордския университет и магистърска степен по английска филология през 1984 г. от Единбургския университет. След дипломирането си се мести в Шотландия, където се грижи за хора с увреждания, по-голямата част, от които са пациенти страдащи от аутизъм. Едновременно работи и на други места, включително като илюстратор и карикатурист, в пощенски офис и в касата на театъра. По-късно се мести за една година в Бостън със съпругата си, след което се връща в Англия и се занимава с абстрактна живопис. Прави и самостоятелна изложба в Оксфорд.
Започва да пише книги за деца през 1987 г. като сам ги илюстрира, и прави литературния си дебют с книжката с рисунки Gilbert's Gobstopper. Става известен с поредицата си „Агент Z“. Агент Z е тайна самоличност, която трима ученици приемат, когато си правят шеги с отегчени и нищо неподозиращи хора. Третата книга от поредицата, „Агент Z и пингвинът от Марс“, е екранизирана в едноименния телевизионен детски минисериал през 1996 г.
Първият му роман за възрастни и за юноши „Странна случка с куче през нощта“ е издаден през 2002 г. В него той представя историята и светогледа на момче със синдром на Аспергер, което разказва случилото се като разказвач от първо лице. Главният герой, Кристофър, има изключителен мозък – изключителен в математиката, но не е подготвен да тълкува ежедневния живот. Когато кучето на съседа му е убито, той се впуска в разследване в стил Шерлок Холмс, което преобръща света му. Книгата става бестселър и му дава световна известност. Романът е номиниран за наградата „Букър“, и получава наградата Whitbread (сега „Коста“) за книга на годината, награда Commonwealth за най-добра първа книга (за възрастни), и наградата „Гардиън“ за детска литература. През 2012 г. романът е драматизиран в пиеса, която печели 7 театрални награди „Оливие“.
Освен като писател на художествена литература, Марк Хадън пише за „Сънди Телеграф“ и за „Гардиън“, както и като сценарист за Би Би Си. Автор е на сценария за телевизионната адаптация на Би Би Си от 2004 г. на разказа на Реймънд Бригс „Гъбата Страдалото“. Този сценарий, и няколко сценария за детския сериал на Би Би Си „Микросупа“, му носят награда БАФТА. Автор е и на сценария за телевизионната драма от 2007 г. „Слизане от планината“, както и на други сценарии.
През 2006 г. е издаден романът му „Петното“. Той е семейна история, в която се сблъскват непукизма на бащата, неподходящата връзка на дъщерята, прелюбодейството на съпругата и новата бурна любов на сина, водещо до взрив на семейните ценности.
През 2012 г. е издаден романът му „Червената къща“. В историята богатият лекар Ричард, който се е оженил повторно и е наследил своеволна доведена дъщеря, кани отчуждената си сестра Анджела, и нейното семейство с три отчуждени деца, на почивка във ваканционната му къща в английската провинция. В срещата се появяват дълго таена обида, избледняващи мечти и възраждащи се надежди, строго пазени тайни и незаконни желания, като портрет на съвременния семеен живот. През 2009 г. романът е екранизиран във френския филм „Малка зона на турбуленция“ с участието на Мишел Бланк, Миу-Миу и Мелани Дути.
През 2019 г. е издаден романът му „Корабът „Делфин“. Той е история за 16-годишната Анджелика, която живее с ексцентричния си богат баща след смъртта на майка си при раждането ѝ, която се потапя с в своята самота и съчинява истории, за младия Дарий, който става неин спасител, но хиляди години назад в свят на пирати и корабокрушенци, на епидемии, чудеса и богове.
Женен е за Сос Елтис, преподавателка в Брасеноз Колидж на Оксфордския университет. Имат двама сина. Тя е голяма любителка на кучета, които понякога стават вдъхновение и герои в творчеството на писателя. Той е вегетарианец и се определя като „твърдоглав атеист“.
Марк Хадън живее със семейството си в Оксфорд.

## Произведения

### Самостоятелни романи
- The Curious Incident of the Dog in the Night-Time (2002) – награда Whitbread, награда Commonwealth, награда „Гардиън“[1][2][3]
Странна случка с куче през нощта, изд.: „Унискорп“, София (2004, 2013), прев. Правда Митева
- A Spot of Bother (2006)
Петното, изд.: „Унискорп“, София (2008), прев. Михаела Михайлова
- The Red House (2012)
Червената къща, изд.: „Унискорп“, София (2015), прев. Пламен Кирилов
- The Porpoise (2019)
Корабът „Делфин“, изд.: „Унискорп“, София (2020), прев. Светлана Дичева

### Детска литература

#### Романи
- Gridzbi Spudvetch! (1993)[1][2][4]
- Titch Johnson (1993)
- Real Porky Philips (1994)[3]
- Boom! (2009)[5]
Бум! : приключения на макс на планетата Пльок, изд.: „Унискорп“, София (2012), прев. Михаела Михайлова

#### Поредица „Агент Z“ (Agent Z)
1. Agent Z Meets the Masked Crusader (1993)[1][2][3]
2. Agent Z Goes Wild (1994)
3. Agent Z and the Penguin from Mars (1995)
4. Agent Z and the Killer Bananas (2001)

#### Книжки с картинки
- Gilbert's Gobstopper (1987)[1][2][4]
- Toni and the Tomato Soup (1988)[3]
- A Narrow Escape for Princess Sharon (1989)
- The Sea of Tranquility (1996)
- Ocean Star Express (2001)
- The Ice Bear's Cave (2002)
- Footprints on the Moon (2009)

##### Поредица „Бебета динозаври“ (Baby Dinosaurs)
1. At Home (1994)[1]
2. In the Garden (1994)
3. On Vacation (1994)
4. At Playgroup (1994)
5. On Holiday (1994)

### Новели
- The Pier Falls (2016)[1]

### Сборници (частично)
- The Talking Horse and the Sad Girl and the Village Under the Sea (2005) – поезия[1][3][5]
- The Pier Falls and Other Stories (2016) – разкази
- Two Stories (2017) – с Вирджиния Улф

### Документалистика
- Secret Agent Handbook (1999)[1][2]
- Stop What You're Doing and Read This! (2011) – с Кармен Калил, Майкъл Розен, Зейди Смит и Жанет Уинтерсън

### Пиеси
- Polar Bears (2010)[1]

### Екранизации
- 1996 Agent Z & the Penguin from Mars – тв минисериал
- 1997 The Wild House – тв сериал
- 1998 – 2000 Microsoap – тв сериал, 26 епизода
- 2004 Fungus the Bogeyman – тв минисериал, 3 епизода, сценарий
- 2007 Coming Down the Mountain – тв филм
- 2009 Une petite zone de turbulences – по „Петното“
- 2011 Madar-e payeezi
- 2012 National Theatre Live: The Curious Incident of the Dog in the Night-Time – тв театър